# Athroisma proteiforme
Athroisma proteiforme là một loài thực vật có hoa trong họ Cúc. Loài này được (Humbert) Mattf. mô tả khoa học đầu tiên năm 1936.